# Glycosmis pierrei
Glycosmis pierrei là một loài thực vật có hoa trong họ Cửu lý hương. Loài này được Tanaka mô tả khoa học đầu tiên năm 1930.